# Eleccions municipals de València de 1920
Les eleccions municipals de València de 1920 van ser unes eleccions municipals celebrades dins de les eleccions municipals espanyoles de 1920 durant el període històric de la restauració borbònica. Es van celebrar el diumenge 8 de febrer de 1920.
Els resultats van suposar el triomf dels republicans autonomistes. Gràcies a aquests resultats, el republicà Ricardo Samper va ser nomenat alcalde de València amb el suport de l'Esquerra Liberal Monàrquica, substituint així al seu company de partit, els fins aleshores Juan Bort Olmos.

## Resultats
|        |                                              |          |     |  |  |
| Partit | Partit                                       | Regidors | +/– |  |  |
|        | Partit d'Unió Republicana Autonomista (PURA) | 12       | -1  |  |  |
|        | Esquerra Liberal Monàrquica (Albistes)       | 6        | +3  |  |  |
|        | Partit Liberal Conservador (PLC)             | 3        | +1  |  |  |
|        | Candidats carlistes                          | 2        | 0   |  |  |
|        | Partit Liberal (PL)                          | 2        | +1  |  |  |
|        | Lliga Catòlica                               | 1        | 0   |  |  |
| Total  | Total                                        | 26       | 0   |  |  |
| Font:  |                                              |          |     |  |  |